# Senza origine
Senza origine è un singolo della cantante italiana Valentina Giovagnini pubblicato nel 2002 da Virgin, secondo estratto dall'album Creatura nuda.

## La canzone
Dopo il secondo posto ottenuto Festival di Sanremo 2002 nella sezione "Giovani" con Il passo silenzioso della neve, con Senza origine Valentina Giovagnini partecipa al Festivalbar 2002, esibendosi sul palco della manifestazione in due occasioni, a Cagliari e Taormina.
La canzone, scritta da Vincenzo Incenzo (testo) e Davide Pinelli (musica), è stata inserita anche nella Compilation Rossa del Festivalbar di quell'anno.
Nella versione radiofonica, utilizzata anche nel video musicale, l'introduzione del brano è stata tagliata, accorciando la dissolvenza in entrata in cui i suoni sono "lontani" e rimuovendo una parte in cui l'artista toscana suona il ritornello col tin whistle.

## Video musicale
Il videoclip è stato girato nel Salento, precisamente a Sternatia.

## Tracce
CD promozionale (2002)
1. Senza origine (radio version) – 3:00 (testo: Vincenzo Incenzo – musica: Davide Pinelli)